# Sidonie de Bavière
Sidonie de Bavière (1er mai 1488 – 29 mars 1505) est une membre de la Maison de Wittelsbach. Elle est la fille aînée du duc Albert IV de Bavière et sa femme Cunégonde d'Autriche. Elle est très longtemps fiancée à l'électeur palatin Louis V du Palatinat.

## Biographie
Sidonie est née le 1er mai 1488 à Munich. Son père Albert IV de Bavière est duc de Bavière-Munich depuis 1465. Sa mère Cunégonde d'Autriche est une fille de l'empereur Frédéric III. Quand elle a 14 mois, elle est promise à Louis V du Palatinat, le fils aîné du comte palatin Philippe du Palatinat-Neubourg. La dot est fixée à 32 000 florins, et son douaire est constitué du château et de la ville de Neuenstadt am Kocher près de Heilbronn, ainsi que d'une somme de 10 000 florins.
Les fiancés sont cousins — à la fois descendant du duc de la haute-Bavière Louis II et la mère de Louis, Marguerite, était sœur du duc George de Bavière-Landshut — donc une dispense du pape est nécessaire pour le mariage. Il a été approuvé en 1491. Le pape Innocent VIII avait en février 1490 délégué l'enquête nécessaire pour cette dispensation à l'archevêque Sixte de Freising et deux ecclésiastiques de Munich.
Au vu de l'âge de la mariée, un mariage ne serait pas possible avant l'an 1500. Au cours de ces longues fiançailles, la branche palatine de la maison de Wittelsbach étudie d'autres options pour Louis, comme la princesse Suzanne de Bourbon-Beaujeu et Marie, fille du duc Guillaume de Juliers-Berg. En 1501 l'empereur Maximilien Ier, qui est le frère de Cunégonde, suggère que sa nièce Sidonie pouvait épouser le duc Charles de Gueldre. Aucune de ces options ne s'est concrétisée.
Les fiançailles entre Sidonie et Louis durent jusqu'à la mort de cette dernière à la fin mars 1505. Elles ne sont pas rompues lorsque, après la mort du duc George de Bavière-Landshut en 1503, la Bavière-Munich et le Palatinat se trouvent opposées dans la guerre de Succession de Landshut. Après un rapprochement entre les deux branches de la Maison de Wittelsbach, Louis épouse en 1511 Sibylle, la jeune sœur de Sidonie.
Sidonie est enterrée dans la Cathédrale Notre-Dame de Munich.